# Bianchi e Negro
Bianchi e Negro war ein italienischer Hersteller von Automobilen.

## Unternehmensgeschichte
Die Herren Bianchi und Negro gründeten 1924 in Turin das Unternehmen zur Produktion von Automobilen. Negro war zuvor Testfahrer für Diatto und Scacchi. Der Markenname lautete BN. 1925 endete die Produktion.

## Fahrzeuge
Die Fahrzeuge waren mit einem Vierzylindermotor mit OHV-Ventilsteuerung und 960 cm³ Hubraum ausgestattet. Die Ausführung Torpedo bot Platz für vier Personen und sollte laut Werksangaben 75 km/h Höchstgeschwindigkeit erreichen. Die Ausführung Sport war ein offener Zweisitzer, der 110 km/h erreichen konnte.